# Delegação de Lagos na Assembleia Nacional da Nigéria
A delegação de Lagos na Assembleia Nacional da Nigéria compreende três Senadores representando Lagos-Central, Lagos-East, e Lagos-West, e  vinte e três Representantes representando Epe, Badagry, Ibeju Lekki, Eti Osa, Mushin I, Apapa, Somolu, Surulere II, Ojo, Amunwo, Ikeja, Surulere I, Ikorodu, Ilha Lagos, Agege, Mushin I, Ilha de Lagos II, Ifako-Ijaiye, Oshodi-Isolo II, Oshodi-Isolo I, Ajeromi/Ifelodun, Lagos Mainland, e Kosofe

## Quarta República

### O 5º Parlarlamento (2003- 2007)
|               |                            |         |                  |           |
| Cargo         | Nome                       | Partido | Eleitorado       | Período   |
|               |                            |         |                  |           |
| Senador       | Musiliu Obanikoro          | PDP     | Lagos-Central    | 2003–2007 |
| Senador       | Adeleke Mamora             | AD      | Lagos-East       | 2003–2007 |
| Senador       | Tokunbo Afikuyomi          | AD      | Lagos-West       | 2003–2007 |
|               |                            |         |                  |           |
| Representante | Salau Tunde                | PDP     | Epe              | 2003–2007 |
| Representante | Setonji G. Koshoedo        | PDP     | Badagry          | 2003–2007 |
| Representante | Amele Moshood Tokunbo      | AD      | Ibeju Lekki      | 2003–2007 |
| Representante | Habeeb Adekunle Fashiro    | AD      | Eti Osa          | 2003–2007 |
| Representante | Hamzat Ganiyu              | AD      | Mushin II        | 2003–2007 |
| Representante | Abiola Edewor              | AD      | Apapa            | 2003–2007 |
| Representante | Adeyemi Olwole             | AD      | Somolu           | 2003–2007 |
| Representante | Fancy Akeem Arole          | AD      | Surulere II      | 2003–2007 |
| Representante | Femi Obayomi Davies        | AD      | Ojo              | 2003–2007 |
| Representante | Adeyanju Simon Aderemi     | AD      | Amunwo           | 2003–2007 |
| Representante | Tugbobo Aima               | AD      | Ikeja            | 2003–2007 |
| Representante | Femi Gbaja Biamila         | AD      | Surulere I       | 2003–2007 |
| Representante | Abike Dabiri               | AD      | Ikorodu          | 2003–2007 |
| Representante | Olaumoke Okoya-Thomas      | AD      | Ilha de Lagos    | 2003–2007 |
| Representante | Olakunle Amunkoro          | AD      | Agege            | 2003–2007 |
| Representante | Ganiyu Olarenwaju Solomon  | AD      | Mushin I         | 2003–2007 |
| Representante | Monsuru Alao Owolabi       | AD      | Lagos Island II  | 2003–2007 |
| Representante | Onimole Olufemi Olawale    | AD      | Ifako-Ijaiye     | 2003–2007 |
| Representante | Joseph Jaiyeola Ajatta     | AD      | Oshodi-Isolo II  | 2003–2007 |
| Representante | Mudashiru Oyetunde Husaini | AD      | Oshodi-Isolo I   | 2003–2007 |
| Representante | Ogunbajo Olu               | AD      | Ajeromi/Ifelodun | 2003–2007 |
| Representante | Wunmi Bewaji Mabayoje      | AD      | Lagos Mainland   | 2003–2007 |
| Representante | Oludotun Animashaun        | AD      | Kosofe           | 2003–2007 |